# 戸面 (市原市)
戸面（とづら）とは、千葉県市原市の加茂地区にある大字。郵便番号は290-0536。

## 概要
この大字は縦長になっている。

## 地理
北側に養老渓谷がある。北と西は朝生原、東は大多喜町板谷、南は大多喜町小田代と接している。

## 歴史

### 沿革
- 1954年1月15日 - 合併により、加茂村となる
- 1967年10月1日 - 合併により、市原市となり現在に至る

## 世帯数・人口
2017年（平成29年）11月1日現在の世帯数と人口は以下の通りである。
| 町丁字 | 世帯数 | 人口  |
| ------ | ------ | ----- |
| 戸面   | 54世帯 | 127人 |

## 通学区域
市立小学校・市立中学校及び県立高等学校の通学区域は以下の通りである。
| 町丁字 | 区域 | 小学校             | 中学校             | 高等学校 |
| ------ | ---- | ------------------ | ------------------ | -------- |
| 本郷   | 全域 | 市原市立加茂小学校 | 市原市立加茂中学校 | 第9学区  |

## 施設
- 養老渓谷
- 県立養老渓谷奥清澄自然公園
- 夕木公民館

## 交通

### 鉄道駅
大字内に駅はないが、最寄り駅は養老渓谷駅である。

### 道路
- 千葉県道81号市原天津小湊線